# Éder Jordán
Éder Jordán Pereyra (Santa Cruz de la Sierra, 17 de junio de 1985) es un futbolista boliviano. Juega de guardameta y su actual equipo es Torre Fuerte de la Asociación Cruceña de Fútbol.

## Clubes
| Club                   | País    | Año           |
| ---------------------- | ------- | ------------- |
| Destroyers             | Bolivia | 2007          |
| San José               | Bolivia | 2008 - 2009   |
| La Paz FC              | Bolivia | 2010          |
| Nacional Potosí        | Bolivia | 2011 - 2012   |
| Real Potosí            | Bolivia | 2012 - 2014   |
| Blooming               | Bolivia | 2014 - 2015   |
| Real Potosí            | Bolivia | 2015-2017     |
| Universitario de Sucre | Bolivia | 2018          |
| Club Always Ready      | Bolivia | 2019          |
| Sport Boys Warnes      | Bolivia | 2019-presente |